# Kibatalia macrophylla
Kibatalia macrophylla är en oleanderväxtart som först beskrevs av Jean Baptiste Louis Pierre och Henri Hua, och fick sitt nu gällande namn av Robert Everard Woodson. Kibatalia macrophylla ingår i släktet Kibatalia och familjen oleanderväxter. Inga underarter finns listade i Catalogue of Life.